# Забытая мелодия
«Забытая мелодия» (пол. Zapomniana melodia) — польский чёрно-белый музыкальный фильм, комедия 1938 года.

## Сюжет
Хеленка, дочь владельца косметической фабрики «Ролич», случайно знакомится со Стефаном, племянником профессора музыки. Профессор даёт ей уроки музыки. Стефан решает прикинуться дядей. Отец Хеленки думает, что он из конкурирующей фирмы косметики «Рокси».

## В ролях
- Александр Жабчинский — Стефан Франкевич
- Хелена Гроссувна — Хеленка Роличувна
- Антони Фертнер — Ролич, отец Хеленки
- Михал Знич — профессор Франкевич, дядя Стефана
- Алина Желиская — Лили Фонтелли
- Ядвига Анджеевская —  Ядзя
- Рената Радоевская — Рена
- Станислав Селяньский  — Яжомбек
- Владислав Грабовский — фабрикант
- Юзеф Орвид — курьер